# 熱那亞 (明尼蘇達州)
熱那亞（英語：Genoa）是位於美國明尼蘇達州奧姆斯特德縣卡爾馬鎮區及紐黑文鎮區的一個非建制地區。

## 歷史
熱那亞於1855年成立，得名自意大利城市热那亚。熱那亞的郵局於1872年設立，其後於1905年停運。

## 地理
熱那亞所處的海拔為高於海平面309米（即1014英呎），而該地所採用的時區為UTC-6，即北美中部時區（CST）。同時該地設有夏令時間，為UTC-6調快一小時，即UTC-5（CDT）。